# Bài ca Shatlak
Bài ca Shatlak (tiếng Chechen: Шатлакхан Илли, Şatlaqan Illi, ký tự Ả Rập: شاتلاقان ىللى) là quốc ca của Cộng hòa Chechnya ở Nga. Lời sáng tác bởi Hodshy-Ahmed Kadyrov và được Umar Beksultanov phổ nhạc. Bài hát được chấp nhận vào tháng 7 năm 2010. Trong tiếng Chechen, "Shatlak" có nghĩa là "quốc gia của niềm vui lớn" hay "chim thiên đường".

## Lời

### Tiếng Chechen
| Ký tự Cyrill | Ký tự Latinh | Ký tự Ả Rập | Chuyển tự IPA |
| Харцоно цӏе тесна хийла хьо ягарх, Нохчийчоь ца йоьжна, гӏаьттина яха. Кавказан ткъес хилла, маршонан ага, Хьан лаьттан сий дина яхь йолчу наха. Барт болу хьан къаьмнаш – мах боцу беркат! Хьо йоцург, Нана яц, нохчийн халкъ хьаста. Тхан дахар, тхан дерзар Даймехкан кхерчахь, Декъалдар доьхуш ду, Далла беш хастам. Башламан баххьашка дайн синош дуьссу. Органа тулгӏено ненан мотт буьйцу. Исбаьхьа совгӏат хьо, азаллехь делла! Шатлакхан илли ду тхуна ницкъ белларг! Къинхьегам, хьан хьуьнарш хазделла шайна, Хьалкъаца лерам бар кхаъ хуьлда хьуна. Машаран гӏаролехь ирсан некъ тайна, Сий долуш Нохчийчоь ехийла тхуна! | Xarcono ċe tesna xiyla ẋo yagarx, Noxçiyçö ca yöƶna ġättina yaxa. Kavkazan tq̇es xilla, marşonan aga, Ẋan lättan siy dina yaẋ yolçu naxa. Bart bolu ẋan q̇ämnaş – max bocu berkat! Ẋo yocurg, Nana yac, noxçiyn xalq̇ ẋasta. Txan daxar, txan derzar Daymexkan qerçaẋ, Deq̇aldar döxuş du, Dalla beş xastam. Başlaman baxẋaşka dayn sinoş düssu. Organa tulġeno nenan mott büycu. Isbäẋa sovġat ẋo, azalleẋ della! Şatlaqan illi du txuna nicq̇ bellarg! Q̇inẋegam, ẋan ẋünarş xazdella şayna, Ẋalq̇aca leram bar qaə xülda ẋuna. Maşaran ġaroleẋ irsan neq̇ tayna, Siy doluş Noxçiyçö yexiyla txuna! | ،خارر̤وٓنوٓ ڗە تەسنا خىيلا حوٓ ياگارخ .نوٓخچىيچوٓ ر̤ا يوٓجنا غاتتىنا ياخا ،كاوكازان تڨەس خىللا، مارشوٓنان اگا .حان لاتتان سىي دىنا ياح يوٓلچو ناحا .بارت بوٓلو حان ڨامناش – ماخ بوٓر̤و بەركات .حوٓ يوٓر̤ورگ، نانا يار̤، نوٓخچىين خالاڨ حاستا ،تخان داخار، تخان دەرسار دايمەقان قەرچاح .دەڨالدار دوٓخوش دو، داللا بەش خاستام .باشلامان باخحاشكا داين سىنوٓس دوسسو .وٓرگانا تولغەنوٓ نەنان موٓتت بوير̤و .ىسباحا سوٓوغات حوٓ، ازاللەح دەللا .شاتلاقان ىللى دو تخونا نىر̤ڨ بەللارگ ،ڨىنحەگام، حان حونارش خازدەللا شاينا .حالڨارا لەرام بار قائ خولدا حونا ،ماشاران غاروٓاەح ىرسان نەڨ تاينا .سىي دوٓلوش نوٓخچىيچوٓ يەخىيلا تخونا | [xart͡sʷʰɔnʷɔ t͡sʼʲe tʲʰesnə xiːlə ʜʷɔ jagərx ǀ] [nʷɔxt͡ʃʰiːt͡ʃᶣʰø t͡sʰə ɥøʒnə ǀ ɣætːɪnə jaxə ǀ] [kʰəvkʰazən tqʼʲes xɪlːə ǀ marʃʷɔnən agə ǀ] [ʜən lætːən siː dɪnə jəʜ jɔlt͡ʃʰu naxə ‖] [bərt bʷɔlu ʜən qʼæmnəʃ ǀ məx bʷɔt͡sʰu bʲerkʰətʰ ‖] [ʜʷɔ jot͡sʰurg ǀ nanə jət͡sʰ ǀ nʷɔxt͡ʃʰiːn xəlqʼ ʜastʰə ‖] [txʰən daxər ǀ txʰən dʲerzər dəɪmɛxkən qʲʰert͡ʃʰəʜ ǀ] [dʲeqʼəldər dᶣøxuʃ du ǀ dalːə bʲeʃ xastʰəm ‖] [bəʃlamən baxʜəʃkʰə dəɪn sɪnʷɔʃ dysːu ‖] [wɔrgənə tʰulɣɛːnʷɔ nʲenən mʷɔtː byːt͡sʰu ‖] [ɪsbæʜə sɔʊɣətʰ ʜʷɔ ǀ əzəlʲːeʜ dʲelːə ‖] [ʃətʰlaqʰən ɪlːɪ du txʰunə nɪt͡sʰq' bʲelːərg ‖] [qʼɪnʜʲegəm ǀ ʜən ʜynərʃ xəzdʲelːə ʃəɪnə ǀ] [ʜəlq'at͡sʰə lʲerəm bər qʰəʔ xyldə ʜunə ‖] [maʃərən ɣarʷɔlʲeʜ ɪrsən nʲeq' tʰəɪnə ǀ] [siː dʷɔluʃ nʷɔxt͡ʃʰiːt͡ʃᶣʰø jexiːlə txʰunə ‖] |

### Dịch
| Tiếng Nga | Tiếng Anh | Tiếng Việt |
| --- | --- | --- |
| Как бы ты ни горела огнем несправедливости Чечня, Ни падала и вставала, чтобы жить. Молния Кавказа, колыбель свободы, Берегли честь твоей земли гордые люди. Согласие между твоими народами – бесценное богатство! Кроме тебя, нет матери, чтобы приласкать народ Чечни. Нашу жизнь и нашу кончину в очаге Родины, Просим, восхваляя тебя, благослови. На вершину Башлама спускаются души предков. Волна Аргуна говорит на языке матери. Великолепный подарок ты, данный нам жизнью! Песня Шатлака дала нам силу! Любовь к труду и отваге, уважение народа, Пусть будет для тебя приятной вестью. На страже свободы, найдя счастливую дорогу, Живи для нас, достойная Чечня! | No matter how unfair Chechnya's hell may be, For times countless Thou fallest and risest. Lightning of Kavkaz, cradle of liberty, By Thy proud folk Thine honour was kept. Peace between Thy folk is wealth priceless! There is no other motherland for the Chechens. The heart of our homeland within, our lives and deaths Thee we beg to bless. Ancestors' souls to Bashlam's peak descend, Argun's wave our mother tongue speaketh. With Thee our lives bless'd us a gift grand, Shatlak's song gave us strength! Love for labour and courage, respect for all folks, For Thee let this be great news. Guardian of freedom who hath found its path Live for us, O Chechnya of worth! | Cho dù ngọn lửa bất công ở Chechnya có bất công như thế nào, Người tiếp tục sụp đổ và trỗi dậy trở lại. Sấm sét của Kavkaz, cái nôi của tự do, Danh dự của Người được bảo vệ bởi những con người đáng tự hào. Sự bình yên giữa các dân tộc của Người là sự giàu có vô giá! Không có quê hương nào khác cho người Chechen. Cuộc sống của chúng ta và cái chết của chúng ta ở giữa quê hương, Chúng ta cầu xin Người ban phước. Linh hồn của tổ tiên xuống đến đỉnh cao của Bashlam. Làn sóng của Argun nói tiếng mẹ đẻ của chúng ta. Cuộc sống của chúng ta ban phước cho chúng ta với một món quà tuyệt vời – Người! Bài hát của Shatlak đã ban cho chúng ta sức mạnh! Yêu công việc và can đảm, tôn trọng mọi dân tộc, Hãy để đây là tin vui cho Người. Người bảo vệ tự do, người đã tìm thấy con đường của mình Hãy sống vì chúng ta, ôi xứng đáng với Chechnya! |